# Kloster Marienthron
Das Kloster Marienthron war ein Kloster der Augustiner-Eremiten, das vom 14. bis 16. Jahrhundert bei Neustettin im Herzogtum Pommern bestand.
Das Kloster wurde 1356 durch die pommerschen Herzöge Bogislaw V., Barnim IV. und Wartislaw V. gegründet. Anlass war das Abklingen einer Pestepidemie, die Herzöge handelten zum Andenken an ihre Eltern Wartislaw IV. und Elisabeth. Die Herzöge wiesen dem in Stargard bestehenden Augustinerkloster ein Gelände südlich der Stadt Neustettin am Streitzigsee zur Anlage dieses neuen Klosters zu. Zu der Ausstattung des Klosters gehörten der Große Liepensee, der Vordere Liepensee und der Mittlere Liepensee sowie 50 Hufen Land. In dem Kloster wurden die Gemahlin von Herzog Bogislaw V., Elisabeth, und die Gemahlin von Herzog Barnim IV., Sophie, beigesetzt.
Das Kloster schloss sich der Deutschen Kongregation der Augustiner an.
Die Reformation wurde in Neustettin erstmals durch einen ehemaligen Mönch des Klosters, Paulus Klotze, verkündet. Mit der Reformation ging das Kloster ein. Ein Teil der Einkünfte wurde durch Herzog Barnim IX. an die Stadtpfarrkirche übertragen. Der Gutsbetrieb des Klosters kam in weltlichen Besitz. Die Steine der inzwischen verfallenen Klosterkirche wurden 1579 für den Bau eines Turms der Stadtpfarrkirche verwendet, 1588 war die Klosterkirche verschwunden.
Heute sind oberirdisch keine Reste des Klosters mehr sichtbar.
Der Gutsbetrieb des ehemaligen Klosters erschien später (1784) als ritterfreies Vorwerk. Aus ihm entwickelte sich die kleine Ortschaft Marienthron, die vor 1945 einen Wohnplatz in der Landgemeinde Hütten bei Gellin bildete.